# Joeri II van Vladimir
Joeri Vsevolodovitsj van Vladimir (1189 - 4 maart 1238) was de vierde grootvorst van Vladimir-Soezdal. Hij regeerde er tijdens de Mongoolse invasie van Roes.
Joeri was de derde en favoriete zoon van Vsevolod III en Maria Sjvarnovna. Het plan was dat Joeri Rostov zou erven en dat Vsevolods oudste zoon Konstantin hem in de hoofdstad Vladimir zou opvolgen, maar Konstantin wilde over beide steden regeren en anders niet. Toen onterfde Vsevolod zijn oudste zoon en zou de troon op Joeri overgaan.

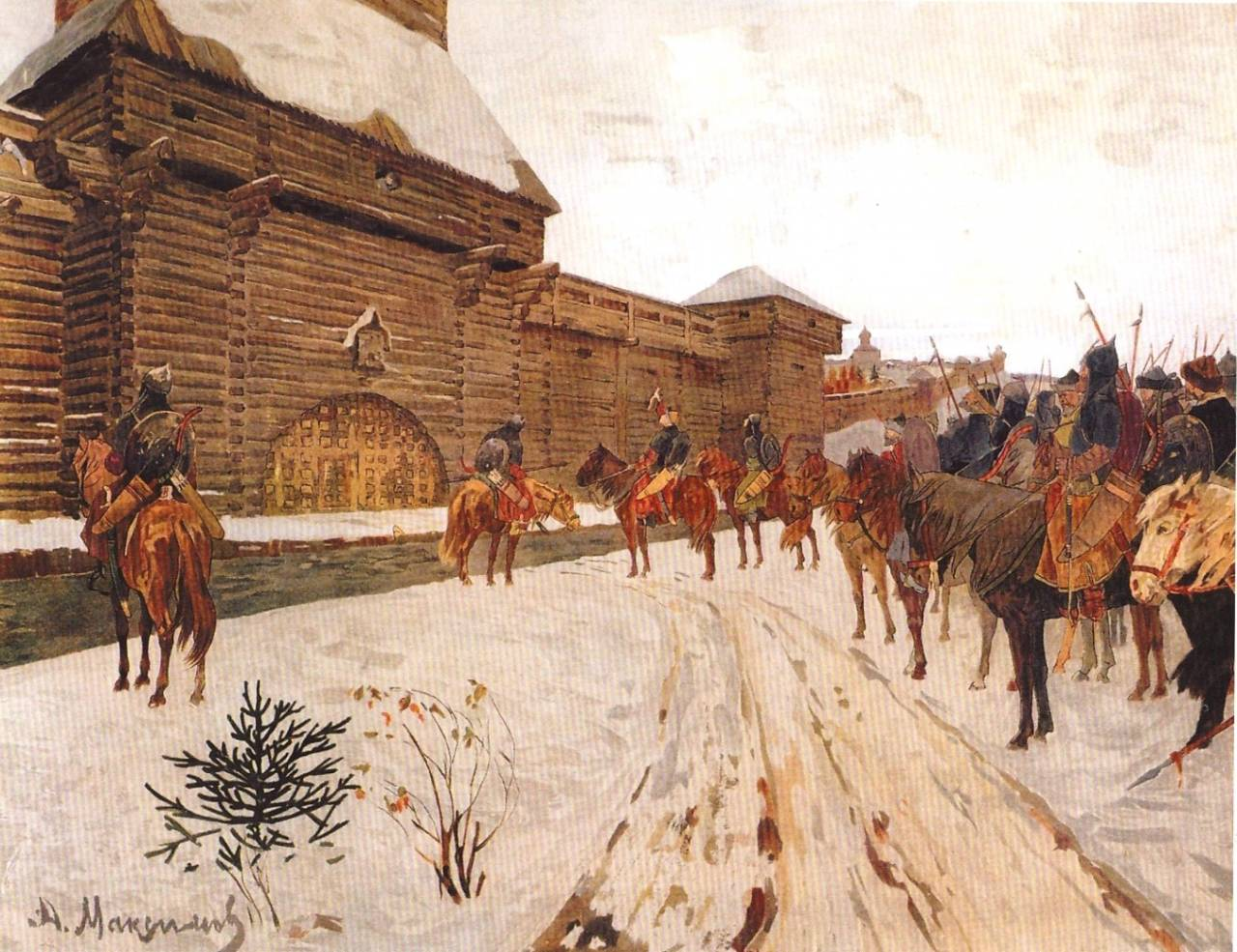
Mongolen onder de muren van Vladimir, Vasili Maksimov

Toen Vsevolod stierf verenigde Konstantin zich met Mstislav en samen versloegen ze Joeri en zijn broers Jaroslav II en Svjatoslav in de Slag aan de Lipitsa. Konstantin kwam in Vladimir op de troon en gaf Joeri opdracht over Rostov en Jaroslavl te regeren. Twee jaar later stierf konstantin en Joeri keerde naar de hoofdstad terug. Hij voerde oorlog met de Wolga-Bulgaren en stichtte de burcht van Nizjni Novgorod. Jaroslav kreeg de macht over Novgorod. Toen de Mongolen in 1223 voor het eerst het Kievse Rijk binnenvielen, stuurde Joeri slechts een klein leger op hen af, maar het kwam te laat om aan de Slag aan de Kalka deel te nemen. Toen de Mongolen in 1237 terugkwamen, behandelde Joeri de boodschappers met verachting. Hij hielp Rjazan niet toen Batu Khan die stad belegerde, maar zijn eigen stad Vladimir zou volgen. Zijn zonen werden bij Kolomna verslagen en hij kon zelf maar net naar Jaroslavl vluchten. Zijn vrouw Agatha en zijn familie kwamen in Vladimir om toen de kerk instortte, waarin ze een veilig heenkomen zochten voor de vlammen.
Joeri kwam met zijn neef prins Vsevolod Konstantinovitsj om in de Slag aan de Sit op 4 maart 1238, toen Mongoolse horden onder leiding van generaal Burundai (Boroldai, Buruldai, Bujgai) het leger van Vladimir-Soezdal versloegen.